# Anne Kuhlmeyer
Anne Kerstin Kuhlmeyer (* 1961) ist eine deutsche Autorin, die vorwiegend Kriminalromane und Kurzgeschichten veröffentlicht. 

## Leben
Anne Kuhlmeyer wuchs in der DDR auf und studierte in Leipzig Medizin. Ende 1990 zog sie nach Nordrhein-Westfalen. Sie absolvierte eine Facharztausbildung zur Anästhesistin und arbeitet seit 2009 als niedergelassene Psychotherapeutin mit Schwerpunkt Traumabehandlung. Neben dieser beruflichen Tätigkeit schreibt sie belletristisch. Zunächst veröffentlichte sie Kriminalromane mit Regionalbezug zum Münsterland, wo sie heute lebt. Mit Thymian und Blut verfasste sie ein Buch, das nicht so leicht einem Genre zugeordnet werden kann und deshalb auch nicht sofort von einem Verlag angenommen wurde. Anne Kuhlmeyer veröffentlichte den Band daher zunächst in Eigenverantwortung über Amazon als E-Book, mittlerweile hat der Midnight Verlag, ein Digitalverlag aus der Ullstein Verlagsgruppe, den Vertrieb übernommen. Ihr Roman Night Train kann dem Genre Thriller zugeordnet werden. Ihr neuestes Buch Drift übertritt die Genregrenzen, ist magischer Realismus mit Krimi-Elementen. Anne Kuhlmeyer arbeitet seit 2011 bei dem Online-Feuilleton culturmag.de mit. Sie ist Mitgründerin des Autorinnen-Netzwerks HERland.

## Veröffentlichungen
- Drift. Argument Verlag mit Ariadne, Hamburg 2017, ISBN 978-3-86754-225-8.
- Night Train. KBV-Verlag, Hillesheim 2015, ISBN 978-3-95441-226-6.
- Es gibt keine Toten. KBV-Verlag, Hillesheim 2014, ISBN 978-3-95441-160-3.
- Thymian und Blut. Midnight, 2014 (E-Book).
- Teutotod. Pendragon, Bielefeld 2013, ISBN 978-3-86532-379-8.
- Wenn der Tod lachen könnte. fhl Verlag, Leipzig 2013, ISBN 978-3-942829-53-3.
- Die Spur der Zugvögel. Prolibris Verlag, Kassel 2011, ISBN 978-3-935263-91-7.
- Freitags Tod. Prolibris Verlag, Kassel 2010, ISBN 978-3-935263-75-7.